# Les Fruits de l'été
Pour plus de détails, voir Fiche technique et Distribution.
Les Fruits de l'été est un film français réalisé par Raymond Bernard, sorti en 1955.

## Synopsis
À Paris, dans les années 1950, Sabine Gravières est une antiquaire de renom, elle vit seule avec sa fille depuis que son mari l'a quittée pour poursuivre librement sa carrière de diplomate, sa fille, adolescente libre et insolente, aime un garçon et attend bientôt un enfant de lui; Sabine Gravières décide de reconquérir son mari et pense lui faire croire que l'enfant serait né de leurs retrouvailles, il s'avère que deux enfants naissent bientôt dans la famille pour leur grand bonheur.

## Fiche technique
- Titre : Les Fruits de l'été
- Réalisation : Raymond Bernard, assisté de  Jean-Paul Rappeneau, Pierre Gautherin
- Scénario : Raymond Bernard et Philippe Hériat[1]
- Musique : Francis Lopez
- Photographie : Raymond Leboursier
- Script Girl : Colette Crochot
- Pays :  France
- Format :  Noir et blanc - 1,37:1 - 35 mm - Son mono
- Genre : Comédie
- Durée : 105 minutes
- Date de sortie : 
  - France : 11 février 1955
- Affiche : Jean Mascii (France)

## Distribution
- Edwige Feuillère : Sabine Gravières
- Henri Guisol : Edouard Gravières
- Etchika Choureau : Juliette
- Claude Nicot : Claude
- Pauline Carton : Mélanie
- Jeanne Fusier-Gir : Mademoiselle
- Roger Coggio : un fêtard
- Jacques Ciron :  un fêtard
- Alain Feydeau y fait sa première apparition dans une scène avec Edwige Feuillère.